# Pena de muerte en Grecia
Las ejecuciones en la Primera República helénica las llevaba a cabo un pelotón de fusilamiento, pero partir de que la monarquía introdujese el primer código penal en 1834, la decapitación con guillotina pasó a ser la única forma de ejecución. En 1847 y, debido a las dificultades de la disponibilidad de guillotina para las ejecuciones, el Gobierno griego volvió a establecer el rifle como método alternativo de ejecución. En 1929, se abandonó definitivamente la decapitación mediante guillotina y se reconoció el fusilamiento como la única forma oficial de ejecución. La última ejecución con guillotina se consumó en 1913. En Grecia, la última ejecución tuvo lugar el 25 de agosto de 1972. Vassilis Lymperis, de 27 años, fue ejecutado por un pelotón de fusilamiento por haber asesinado a su esposa, su suegra y sus dos hijos en Creta, en el campo de tiro de los oficiales de reserva. 
La pena de muerte en tiempo de paz se abolió, excepto por el delito de alta traición en tiempos de guerra, según la Constitución de 1975. La pena de muerte en Grecia fue abolida en diciembre de 1993 por el Gobierno de Andreas Papandreou con la Ley 2172/1993. En el año 2004, Grecia abolió la pena de muerte para cualquier tipo de delito. 